# Il castello di Eymerich
Il castello di Eymerich è un romanzo del 2001 di Valerio Evangelisti, facente parte della serie incentrata sull′Inquisitore Nicolas Eymerich.
Il romanzo nasce come sceneggiatura dell′omonimo originale radiofonico trasmesso da Radio Due Rai nel 2000.

## Trama
Il castello di Eymerich è ambientato a Montiel, in Castiglia nel 1369. Pietro il Crudele è asserragliato nel Castello di Montiel, posto sotto assedio dalle forze del fratellastro Enrico di Trastamara con l′aiuto dei mercenari di Bertrand du Guesclin. Ma l′assedio è solo una piccola parte dei problemi di Pietro: strani fenomeni si verificano all′interno delle mura, come rumori terrificanti nel sottosuolo, fantasmi che appaiono di notte e bambini misteriosamente scomparsi. Per investigare, Pietro chiede aiuto a Papa Urbano V, il quale invia ad investigare due frati domenicani: Nicolas Eymerich e Padre Gallus di Neuhaus.
Poco dopo l′arrivo al castello, Eymerich si rende conto che sono in atto due distinte battaglie: una terrena, tra opposti eserciti, ed una spirituale, tra angeli e demoni. Su quest′ultimo fronte si contrappongono gli angeli della religione ebraica, evocati dal rabbino Ha-Levi e dalla figlia Myriam, ed i demoni evocati dal negromante ex domenicano Ramón de Tàrrega grazie alle pagine del Lemegeton. Ha-Levi, infatti, utilizza i simboli angelici del Lemegeton per evocare un golem, costituito dall′intero castello di Montiel, le cui dieci torri sono identiche alla configurazione del Sephirot contenuto nella Qabbalah. Per contrastare il golem, quattro domenicani rinnegati, Ramón de Tàrrega, lo stesso Padre Gallus di Neuhaus, il curato di Montiel (altro membro dell'ordine di san Domenico) e lo spirito del vecchio maestro di Eymerich trasfuso in una donna, cercano di evocare i demoni corrispondenti agli angeli del Lemegeton.
Nella battaglia finale, che vedrà la morte di tre dei quattro domenicani, di Ha-Levi e di Pietro il Crudele, solo Myriam e un altro importante personaggio femminile sopravvivranno alla distruzione di Montiel.

## Edizioni
- Valerio Evangelisti, Il castello di Eymerich, Omnibus, Arnoldo Mondadori Editore, 2001,  p. 390, ISBN 88-04-49307-0.

- Valerio Evangelisti, Il castello di Eymerich, collana Urania n° 1438, Arnoldo Mondadori Editore, 2002,  p. 380.

- Valerio Evangelisti, Il castello di Eymerich, Oscar Bestsellers, Arnoldo Mondadori Editore, 2002,  p. 390, ISBN 88-04-50498-6.

- Valerio Evangelisti, Il castello di Eymerich, Piccola Biblioteca Oscar, Arnoldo Mondadori Editore, 2004,  p. 390, ISBN 88-04-52927-X.